# Anthracophyllum pallidum
Anthracophyllum pallidum är en svampart som beskrevs av Segedin 1994. Anthracophyllum pallidum ingår i släktet Anthracophyllum och familjen Marasmiaceae.   Inga underarter finns listade i Catalogue of Life.